# دستگرد (سرباز)
دستگرد (سرباز)، روستایی از توابع بخش مرکزی شهرستان سرباز در استان سیستان و بلوچستان ایران است.

## جمعیت
این روستا در دهستان نسکند قرار دارد و بر اساس سرشماری مرکز آمار ایران در سال ۱۳۸۵، جمعیت آن ۷۵۶ نفر (۱۶۶خانوار) بوده‌است.